# Antonio Casini
Antonio Casini (Siena, 1395 - Florença, 4 de fevereiro de 1439) foi um cardeal do século XV.

## Biografia
Nasceu em Siena em Ca. 1378, Siena. Filho de Francesco (ou Giovanni) Casini, médico do Papa Urbano VI, e sobrinha daquele papa de sobrenome Capocci. Sobrinho-neto do Papa Urbano VI por parte de mãe. Seu sobrenome também está listado como Cassino.
Estudou direito e obteve doutorado.
Pároco em Siena. Cânone do Capítulo da Catedral Metropolitana de Florença. Vigário Geral de Florença. Subcoletor geral na Toscana. Clérigo do Câmara Apostólica em Roma durante o pontificado do Papa Inocêncio VII, ca. 1405. Vice-legado em Bolonha. Governador da Romagna.
Eleito bispo de Pesaro em 1406 ou 1º de outubro de 1407. Consagrado em 2 de novembro de 1407. Transferido para a sé de Siena pelo Papa Gregório XII em 1408; confirmado pelo Antipapa Alexandre V em 20 de julho de 1409; nomeado administrador da Sé na sua promoção ao cardinalato; renunciou ao cargo em 12 de setembro de 1427. Tesoureiro do Papa Gregório XII, 3 de julho de 1408. Tesoureiro do Antipapa João XXIII em 1413. Participou do Concílio de Constança (?). Tesoureiro do Papa Martinho V em 5 de março de 1419.
Criado cardeal sacerdote no consistório de 24 de maio de 1426; recebeu o título de S. Marcello, em 27 de maio de 1426; o papa terminou as cerimônias de seu investidura como cardeal em 5 de junho de 1426. Administrador da sé de Grosseto em 12 de setembro de 1427. Legado em Bolonha, 1427-1429. Participou no conclave de 1431, que elegeu o Papa Eugênio IV. Participou da primeira sessão do Conselho de Basileia em julho de 1431. Foi notado em a Cúria Romana em 26 de fevereiro de 1435. Arcipreste da basílica patriarcal da Libéria em março de 1437. Por sua caridade para com os pobres, foi chamado de "il cardeal misericordioso".
Morreu em Florença em 4 de fevereiro de 1439. Enterrado na basílica patriarcal da Libéria

## Link Externo
- Predefinição:Collegamenti esterni
- Salvador Miranda. «CASINI, Antonio». fiu.edu – The Cardinals of the Holy Roman Church (em inglês). Universidade Internacional da Flórida